# Nocaracris emirdagi
Nocaracris emirdagi (лат.) — вид саранчовых насекомых рода Nocaracris из семейства Памфагиды (отряд Прямокрылые).

## Распространение
Турция, горы Emir Daği, 2000—2070 м.

## Описание
Тело сжато сбоков, коренастое (длина самцов около 2 см, самки до 4,6 см, длина пронотума самок от 7,5 до 8,5 мм, длина их заднего бедра от 13,1 до 14,8 мм), лоб морщинистый. Основная окраска буровато-землистая с примесью серого и черного цветов. Крылья и орган Краусса отсутствуют, пронотум не разделён поперечным швом, есть шипики или зубчики вдоль внутреннего вентрального края задних бёдер. Вид был впервые описан в 2016 году турецким энтомологом Мустафой Уналом (Mustafa Ünal, Abant İzzet Baysal Üniversitesi, Fen-Edebiyat Fakültesi, Болу, Турция).